# Eugregarinorida
Eugregarinorida is een grote en diverse orde van (parasitaire protisten) die behoren tot de stam Myzozoa. Ze worden aangetroffen in zee, zoetwater- en terrestrische habitats.
De orde is onderverdeeld in de volgende drie onderordes:
- Onderorde Aseptatorina
  - Familie: Aikinetocystidae
  - Familie: Ganymedidae
  - Familie: Lecudinidae
  - Familie: Monocystidae
  - Familie: Selenidiidae
  - Familie: Urosporidae
- Onderorde Blastogregarinorina
  - Familie: Siedleckiidae
- Onderorde Septatorina
  - Familie: Actinocephalidae
  - Familie: Cephaloidophoridae
  - Familie: Cephalolobidae
  - Familie: Didymophoridae
  - Familie: Gregarinidae
  - Familie: Metameridae
  - Familie: Porosporidae
  - Familie: Uradiophoridae